# Dallag

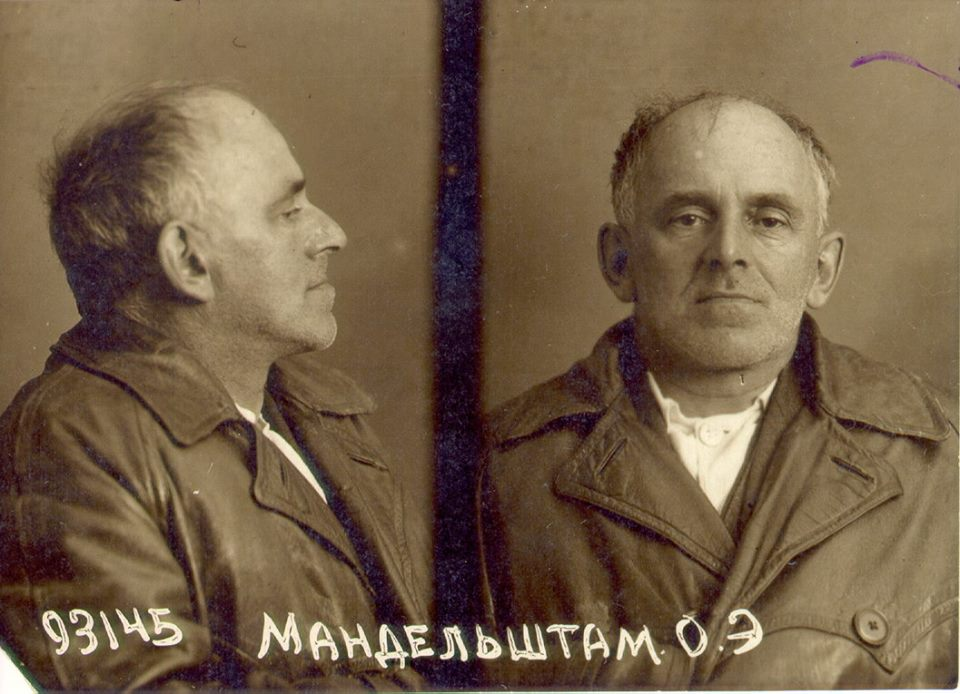
Ossip Mandelstam — poète russe mort au camp de transit de Vladperpunkt vers la Kolyma en 1938.

Dallag ou Camp de travail pénitentiaire d'Extrême-Orient (en russe : Дальневосточный исправительно-трудовой лагерь) est un camp de travail pénitentiaire exploité sous la direction du Commissaire populaire aux affaires intérieures de l'URSS au sein du Goulag et du Ministère de l'Intérieur de l'URSS. Il ne doit pas être confondu avec le camp d'Ekibastouz ou camp spécial situé à Ekibastouz et qui portait également ce nom de Dallag en plus de son nom propre, mais était destiné aux prisonniers politiques. Le Dallag formait un complexe qui comprenait d'autres camps plus petits comme celui de Vladperpunkt, camp de transit situé à Vladivostok.

## Histoire
Le camp est organisé suivant les instructions du Conseil des commissaires du peuple (URSS) du 11 juillet 1929 et réformé en 1938. Sa direction se trouvait dans la ville de Khabarovsk. Vers 1938, il passa sous les ordres du Goulag et du NKVD.
Le nombre maximum de prisonniers a pu atteindre le chiffre de plus de 112 000.
En 1937 il servit de base à l'établissement d'un nouveau camp appelé Chosdorlag.
Dallag fut dissous en 1939. 

## Production
La production du camp était polyvalente mais axée surtout sur l'extraction du charbon et de minerais, le traitement du bois et la construction. Une série de réalisations datant de l'époque du camp est encore utilisée aujourd'hui.

## Prisonniers connus
Parmi de nombreux autres, le poète Ossip Mandelstam est mort dans le camp de transit depuis lequel il aurait dû être amené en bateau jusqu'à la Kolyma s'il n'était pas décédé à Vladperpunkt camp de transit situé à la gare de Vtoraïa Retchka à Vladivostok.

## Remarques
Bien que l'histoire du camp se soit transmise avec son nom de Dallag, au début de sa constitution il a été appelé « camp de concentration sous les ordres de l'OGPOU pour la région d'Extrême-Orient » et « camp spécial de l'OGPOU dans l'Extrême-Orient ».

## Lien
- (ru) Camp du Goulag : Dallag /Дальневосточный исправительно — трудовой лагерь